# 新媒股份
广东南方新媒体股份有限公司（深交所：300770），简称新媒股份、南方新媒体、南传，是广东广播电视台旗下新媒体企业，负责广东IPTV平台“喜粤TV”、互联网电视业务“云视听”、“互联八方”的管理和运营。

## 历史
公司前身为成立于2006年8月的广东电视台新媒体中心，2010年7月12日，广东南方新媒体发展有限公司正式成立，具备国家新闻出版广电总局颁发的互联网视频业务的全部牌照。2016年7月27日改制为股份有限公司。2019年4月19日，在深圳证券交易所创业板挂牌上市。

## 业务

### 喜粤TV
2013年12月18日，“广东IPTV”率先在佛山试点运营。2014年5月9日正式上线开通。2015年10月，“广东IPTV”品牌更名为“粤TV”，2020年11月19日更名为“喜粤TV”。

### 云视听
包括云视听智能电视APP、智能桌面系统及智能终端。
- 云视听极光（腾讯视频TV版）
- 云视听电视猫（电视猫MoreTV）
- 云视听悦厅TV（搜狐视频TV版）
- 云视听小电视（哔哩哔哩TV版）
- 云视听虎电竞（虎牙直播TV版）
- 云视听埋堆堆（埋堆堆TV版）
- 云视听快TV（快手TV版）
- 云视听全民K歌（全民K歌TV版）

### UTVGO
为全国有线电视运营商提供增值服务。
- UTVGO影视平台
- QQ音乐TV版
- 虎牙TV